# Капо, Хюсни

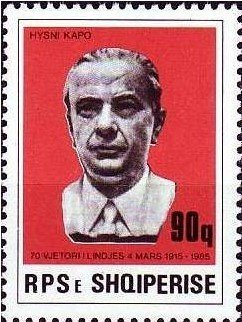
Х. Капо на почтовой марке Албании. 1985 г

Хюсни Капо (алб. Hysni Kapo; 4 марта 1915, Тербач — 23 сентября 1979, Париж) — албанский коммунистический политик и государственный деятель, один из ближайших сподвижников Энвера Ходжи. Член Политбюро ЦК АПТ, занимал различные посты в правительстве НРА. Являлся третьей фигурой партийно-государственной иерархии после Энвера Ходжи и Мехмета Шеху.

## В партизанской войне
Родился в семье мусульманских крестьян одной из деревень Влёры. В молодости учился в коммерческом колледже, работал бухгалтером и медбратом в государственной больнице. Состоял в молодёжной коммунистической организации. В 1939 Хюсни Капо участвовал в сопротивлении итальянскому вторжению.
В 1941 Хюсни Капо вступил в Коммунистическую партию Албании (КПА; с 1948 — Албанская партия труда, АПТ). Возглавлял подпольную парторганизацию Влёры. С 1943 — член ЦК КПА. Во время Второй мировой войны был политкомиссаром Национально-освободительной армии Албании (НОАА). Участвовал в боях с итальянскими и немецкими оккупантами (при этом организовал координацию и сотрудничество отрядов НОАА с формированиями Балли Комбетар). Боевым напарником Хюсни Капо являлся Мехмет Шеху.

## В партийно-государственном руководстве
После прихода КПА к власти в 1944 Хюсни Капо практически непрерывно занимал крупные партийные и государственные посты. В 1945 он был членом Специального суда над антикоммунистическими политиками. С 1946 Хюсни Капо состоял в высшем органе партийно-государственной власти — Политбюро ЦК АПТ. Занимал пост секретаря ЦК по организации и кадрам.
С 1945 по 1947 Хюсни Капо был послом в Югославии. В тот период между НРА и ФНРЮ, КПА и Компартией Югославии, Энвером Ходжей и Иосипом Броз Тито существовал самый тесный союз — соответственно, посольство в Белграде было одним из ключевых в определении внешней политики.
В 1947—1949 Хюсни Капо являлся заместителем министра иностранных дел НРА. Министерский пост занимал тогда сам Энвер Ходжа, из чего становится очевидным влияние заместителя. С 1950 по 1956 Хюсни Капо — вице-премьер НРА. Большую часть этого периода главой правительства являлся сам Энвер Ходжа, в 1954 его сменил Мехмет Шеху. В 1951—1954 Капо был также министром сельского хозяйства. Являлся депутатом Народного собрания. Был удостоен звания Народный герой.
В 1970-х Хюсни Капо поддерживал тесные личные связи с женой Ходжи Неджмие и членом Политбюро Манушем Мюфтиу. Втроём они образовали могущественный политический клан.

## Проводник курса Ходжи
На всех постах в партийном руководстве, правительстве и на дипломатической службе Хюсни Капо всецело поддерживал Энвера Ходжу. В 1948 он принял разрыв с Югославией и полную поддержку СССР в конфликте с Тито. В 1961 принял разрыв с СССР и переориентацию на Китай — ещё в 1960 на Бухарестском совещании коммунистических партий Капо был единственным, кто полностью поддержал Компартию Китая против КПСС. В 1977—1978 он согласился на разрыв с КНР и полную самоизоляцию.
В выступлении на торжественном собрании 7 ноября 1977 по случаю 60-летия Октябрьской революции Хюсни Капо обрушился на «советскую ревизионистскую шайку Хрущёва и Брежнева», «ревизионистов от „еврокоммунизма“, превратившихся в пошлых социал-демократов» и «адвокатов американского империализма с их теорией трёх миров» (в последнем содержались нападки на руководство КНР). Капо подчеркнул верность АПТ «животворным идеям Маркса, Энгельса, Ленина и Сталина» и «любимому вождю товарищу Энверу Ходже».

Советские ревизионисты восстановили капитализм — государственно-монополистический капитализм особого рода. Пропаганда советских ревизионистов о так называемом «развитом социалистическом обществе», о «развернутом коммунистическом строительстве» и т. д. — самая бесстыдная и циничная демагогия, посредством которой брежневская шайка ренегатов тщетно пытается скрывать мрачный социал-фашистский гнёт, тяготеющий над советским народом. Тех, кто поднимает свой голос против угнетения, эксплуатации и произвола, ожидают темницы фашистского КГБ, концентрационные лагеря, психиатрические клиники или же они бесследно исчезают.

Хюсни Капо

Во внутренней политике Хюсни Капо столь же неуклонно проводил политический курс Ходжи, основанный на ортодоксальном сталинизме. В 1947 он вместе с Ходжей, Шефкетом Печи и Нако Спиру подписал директиву об аресте оппозиционных парламентариев из Депутатской группы. Поддержал казнь Кочи Дзодзе в 1948, расправу над политической оппозицией в 1951, подавление партийного инакомыслия в 1956, казнь Теме Сейко и репрессирование его сторонников в 1961, принудительную атеизацию в 1967, репрессии против «либерального уклона» в 1973, расстрелы руководителей военного и экономического ведомств в 1974. Такая лояльность — без собственных амбиций, характерных для Шеху — обеспечивала Капо устойчивость положения при Ходже.

## Кончина и память
Скончался Хюсни Капо от тяжёлой болезни на лечении в парижской клинике. Его вдова обвиняла Мехмета Шеху в отравлении своего мужа. Сходные обвинения выдвигались в отношении министра здравоохранения Ламби Зичишти, казнённого по обвинению в «заговоре Шеху». Однако эта версия не имеет никаких подтверждений.
После падения коммунистического режима албанский Институт изучения преступлений коммунизма включил Хюсни Капо в список из 266 командиров НОАА, совершивших военные преступления. 13 февраля 1995 президент Албании Сали Бериша издал указ N 1018 — об отмене всех наград и почётных званий, присвоенных руководителям коммунистического режима. Это решение касалось Энвера Ходжи (посмертно), Неджмие Ходжи (прижизненно), Хаджи Леши (прижизненно), Гого Нуши (посмертно), Спиро Колеки (прижизненно), Хаки Тоски (посмертно), Шефкета Печи (прижизненно), Хюсни Капо (посмертно). Таким образом, Хюсни Капо был лишён звания Народный герой.

## Семья
Хюсни Капо был дважды женат. Первый брак не имел публичной огласки. Второй женой являлась Вито Капо (урождённая Конди) — член ЦК АПТ, министр лёгкой промышленности НСРА в 1982—1990. В двух браках Хюсни Капо имел троих детей.
Несмотря на высокое положение Хюсни Капо, семь его родственников подверглись репрессиям в НРА. Избегая конфликтов с Сигурими, Капо давал Кадри Хазбиу и Фечору Шеху согласие на преследования своих племянников.